# توري إدواردس
توري إدواردس (بالإنجليزية: Torri Edwards)‏ هي عدائة مسافات قصيرة أمريكية ولدت في يوم 31 يناير 1977 في مدينة فونتانا في كاليفورنيا في الولايات المتحدة، إختصت بسباقات ال100 متر و200 متر، أبرز إنجازاتها هو فوزها بالميدالية البرونزية في دورة الألعاب الأولمبية الصيفية 2000 في سيدني في أستراليا في سباق 4×100 متر تتابع مع الفريق الأمريكي، كما فازت بالميدالية الذهبية في سباق 100 متر في بطولة العالم لألعاب القوى 2003 في باريس في فرنسا وفي نفس الدورة فازت بالميدالية الفضية في سباق 200 متر وفازت بالميدالية الفضية مع الفريق الأمريكي في سباق 4×100 متر، في حين فازت بالميدالية الذهبية في بطولة العالم لألعاب القوى 2007 في أوساكا في اليابان في سباق 4×100 متر تتابع، في سنة 2004 أتهمت بتناولها للمنشطات مما أدى لمنعها من المشاركة في دورة الألعاب الأولمبية الصيفية 2004 في أثينا، أفضل رقم لها في سباقات ال100 متر هو 10.93 وألذي سجلته في بطولة العالم لألعاب القوى 2003 في باريس.

## روابط خارجية
- توري إدواردس على موقع الاتحاد الدولي لألعاب القوى (الإنجليزية)
- توري إدواردس على موقع اللجنة الأولمبية الدولية (الإنجليزية)
- توري إدواردس على موقع أوليمبيديا (الإنجليزية)
- توري إدواردس على موقع اللجنة الأولمبية والبارالمبية الأمريكية (الإنجليزية)